# Битва при Герревадсбру
Битва при Герревадсбру — битва, що відбулася 1251 року між шведськими повстанцями фолькунґами, яких підтримувала наймана армія, ймовірно переважно німецька, та силами шведської монархії під керівництвом ярла Бірґера. Про місце битви думки розділилися. Традиційно прийнята інтерпретація вказує на міст через Кольбексон у Кольбеку у Вестманланді. Інші виступають за Герадсвад на річці Севеон у Ветерйотланді. Дік Гаррісон вважає, що жодна зі сторін не має вирішальної джерельної підтримки, але він вважає, що в обох випадках йдеться про більш-менш підтверджені гіпотези та розумні інтерпретації.

## Передумови
У 1250 році королем Швеції було обрано сина Бірґера Ярла Вальдемара Бірґерссона, але королю було лише сім років, і Бірґер Ярл сам перебрав на себе фактичне управління країною регентом-опікуном. На трон претендувало ще кілька осіб, і наступного року впливова людина і фолькунґ юнкер Карл, Кнут Маґнуссон з династії Б'єльбу і син колишнього короля Швеції Кнута II Довгого Філіп Кнутссон підняли повстання проти обраного короля, але були придушені і розбиті при Герревадсбру 1251 року. Після цього у Швеції не було значної опозиції Бірґеру Ярлу та малолітньому королю.

## Боротьба за владу
Взимку 1250—1251 років Кнут Маґнуссон приїхав до великого середньовічного короля Норвегії Гокона Гоконссона. Кнут був нащадком одного з фаворитів Бірґера Ярла, ярла Бірґер Броса, який помер у 1202 році. Навесні 1251 року до нього приєдналися ще двоє великих людей: Філіп Кнутссон з Імсеборґа, що був сином Кнута Довгого (помер у 1234 році), який раніше скинув короля Еріка Шепелявого зі шведського престолу під час повстання 1229 року. Другий мав таке ж ім'я, Філіп Ларссон, зведений брат Філіпа Кнутссона. Вони хотіли, щоб норвезький король підтримав військове повстання у Швеції.
Однак король Гокон рішуче відкинув прохання великих людей про підтримку проти Бірґера Ярла. Він вже уклав угоду в 1249 році про те, що «між Норвегією і Швецією повинен бути мир, вороги однієї з них не повинні процвітати або терпіти в королівстві іншої». Крім того, дочка Бірґера Ярла Рікіса Бірґерсдоттір нещодавно тієї весни вийшла заміж за сина короля Гокона, Гокона Гоконссона Молодшого, що стало підтвердженням мирного договору.
Шведські вельможі обрали особливо невдалий час для прохання про норвезьку підтримку. Тоді вони звернулися до данського короля Еріка Плужного Гроша і отримали його підтримку, а також померанців і німців. Водночас, схоже, що вони також залучили на свій бік норвезьких авантюристів, незважаючи на бажання норвезького короля. Ймовірно, король Гокон поінформував Бірґера Ярла про плани повстанців, щоб регент-покровитель міг підготуватися.

## Битва
Повстання відбулося восени 1251 року. Подробиць мало, а джерела нечисленні. Можливо, вони лютували навколо Сканії, нападаючи на людей Бірґера Ярла там, де їм було зручно, намагаючись примусити селян-солдатів з простолюдинів приєднатися до свого війська. Через деякий час наймане військо фолькунґів і королівська армія зустрілися у вирішальній битві при Герревадсбру або Гервадсбру.
За свідченням сучасного джерела, ісландського юриста, історика і скальда Стурли Тордарссона, автора «Саги про Гокона Гоконссона», Бірґер Ярл бився під Герревадсбру. Це підтверджує, що битва дійсно відбулася, а не те, що повстанці просто здалися. Однак старіше джерело, «Хроніка Еріка» (написане приблизно через 70 років після подій), створює враження, що вирішальної битви вдалося уникнути. Натомість повстанцям пообіцяли вільний прохід, якщо вони складуть зброю і водночас не погодяться на обмін заручниками. Тоді ярл напав на них і, як стверджують обидва джерела, наказав відрубати повстанцям голови. За словами Стурли Тордарссона, який в інших контекстах відомий своєю правдивістю, це сталося після того, як вони «всі разом здалися».
Після битви або страт Бірґер Ярл попросив Папу Римського про «полегшення і прощення» в папському листі від 23 жовтня 1252 року. Стурла Тордарссон писав перед своєю смертю в 1284 році, що «люди так по-різному судили про роботу, яку зробив ярл, і це залежало в основному від того, хто говорив, друзі чи вороги ярла».
Посилаючись на інші битви, сучасні битві при Герревадсбру, автор Інґвар Лейон у своїй книзі «Birger Jarl och slaget vid Nårunga» 1251 припускає, що нападники могли налічувати до 500 вершників і, можливо, 5 000 піших воїнів.